# Suwon Samsung Bluewings

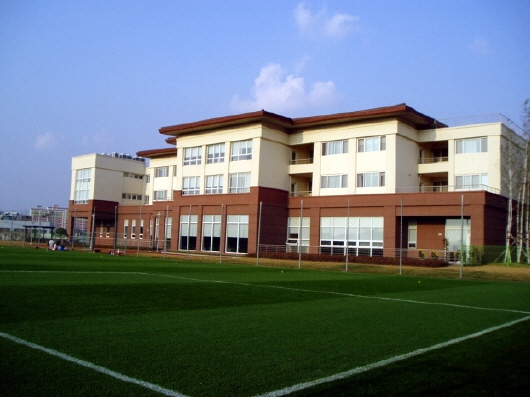
Clubhuis van Suwon Samsung Bluewings

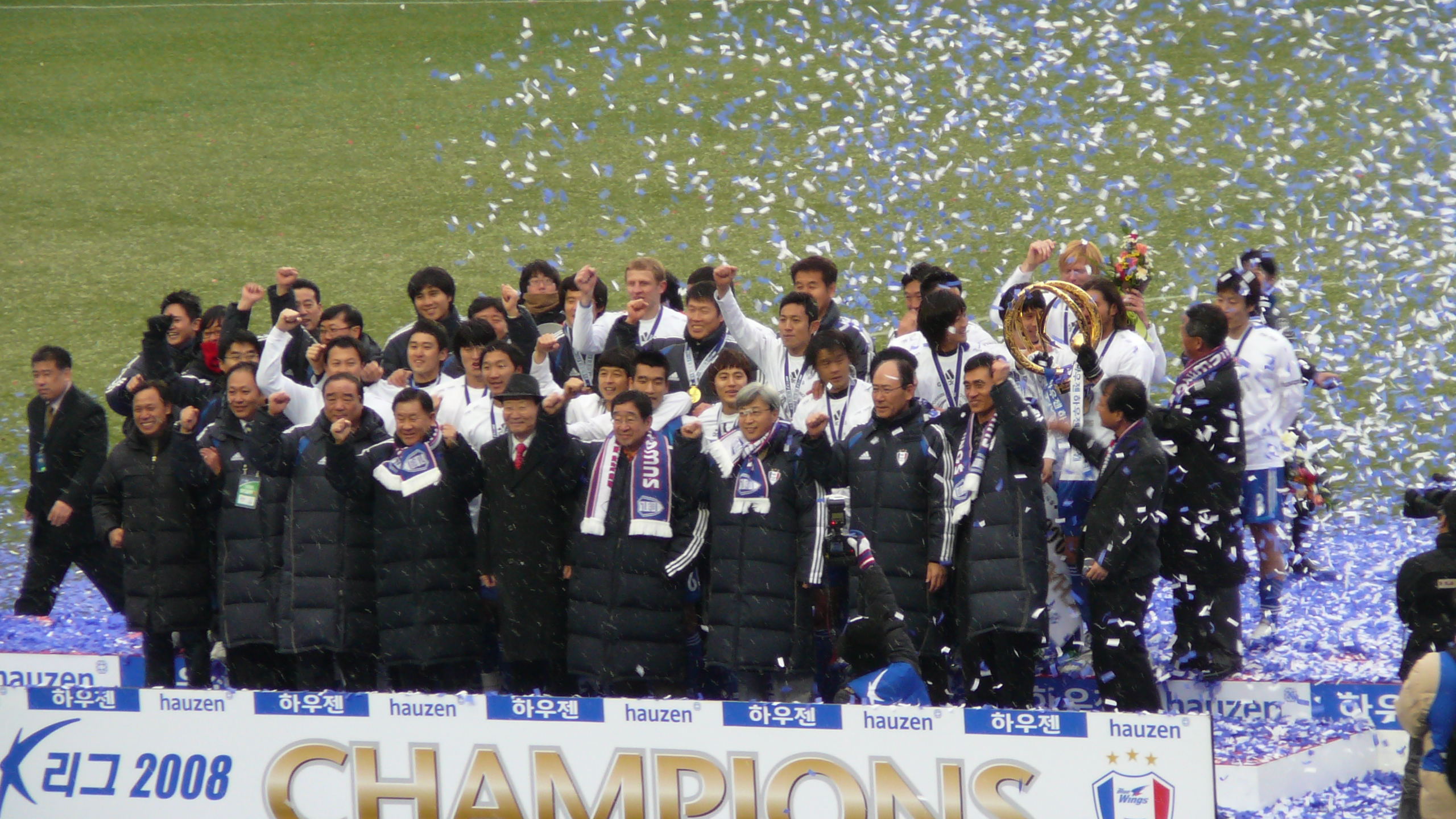
Winnaar van de K-League 2008

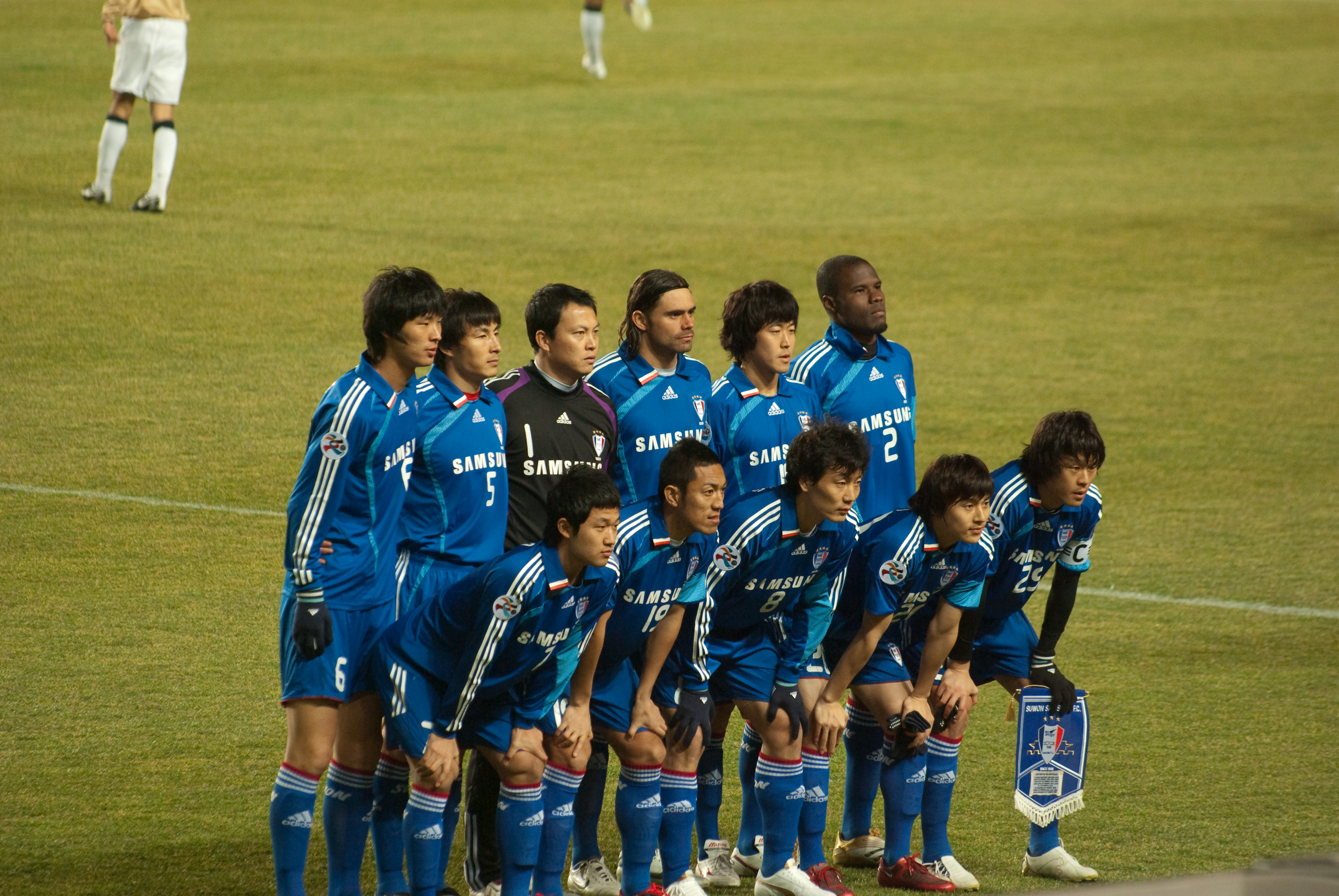
Team van 2009

Suwon Samsung Bluewings (Koreaans: 수원 삼성 블루윙즈) is een in december 1995 opgerichte professionele voetbalclub uit Suwon, Zuid-Korea. De club is eigendom van Cheil Worldwide, wat weer een dochteronderneming is van Samsung.
Suwon is een van de prominentste voetbalclubs in Azië, wat het behalen van nationale en internationale prijzen en faam betreft. Zo won de club vier landstitels en tweemaal het Aziatisch kampioenschap voor landskampioenen. Suwon is de beroemdste en invloedrijkste voetbalclub in Zuid-Korea, met het hoogste gemiddelde aantal bezoekers. Suwon speelt in de Korea Professional Soccer League, de hoogste Zuid-Koreaanse voetbalcompetitie.

## Erelijst
Nationaal
- Landskampioen

1998, 1999, 2004, 2008
- Koreaanse FA Cup

2002, 2009, 2010
- Koreaanse League Cup

1999, 1999 (aanvullende beker), 2000, 2001, 2005, 2008
- Koreaanse Super Cup

1999, 2000, 2005
Internationaal
- Aziatisch kampioenschap landskampioenen

2001, 2002
- AFC Super Cup

2001, 2002
- A3 Champions Cup

2005

## Bekende spelers
- Pavel Badea
- Romeo Castelen
- Matthew Jurman
- Cosmin Olăroiu
- Naohiro Takahara
- Li Weifeng
- Lee Woon-jae
- An Young-Hak

FC Anyang
Daegu FC
Daejeon Hana Citizen · 
Gangwon FC · 
Gimcheon Sangmu FC · 
Gwangju FC · 
Jeju SK ·
Jeonbuk Hyundai Motors · 
Pohang Steelers ··
FC Seoul · 
Suwon FC ·
Ulsan HD